# Théodore Schaepkens
Pour les articles homonymes, voir Schaepkens.
Théodore Lambert Antoine (ou Theodore) Schaepkens (né à Maastricht le 27 janvier 1810 et mort à Saint-Josse-ten-Noode le 17 décembre 1883) est un peintre belgo-néerlandais, également lithographe, aquarelliste, dessinateur et graveur.
Sa palette s'exprime indifféremment dans le style académique ou dans le style romantique. Son travail, à l'instar de celui de ses frères Alexander et Arnold, également actifs dans les arts visuels, a une valeur artistique limitée, mais à certains égards, offre une grande valeur documentaire.

## Biographie

### Origines familiales
Théodore Schaepkens est né dans une famille bourgeoise assez aisée de Maastricht. Il est le quatrième enfant de Joannes Arnoldus Schaepkens (1770-1849), né en Prusse, et de Marie Anne Rijckelen (1776-1846) de Maastricht. Le père de Schaepkens est serrurier et vend des poêles. La famille habitait au-dessus du magasin de la Grote Staat (alors n° 665 ; aujourd'hui n° 23), dans une maison largement rénovée au XXe siècle.

### Formation
Les frères artistes Théodore, Alexander et Arnold (parfois appelé Arnaud) ont tous trois fréquenté l'athénée royal après l'école primaire, alors situé dans l'ancien monastère dominicain de la Helmstraat. De plus, ils ont étudié à la Stadtekenschool, fondée par la municipalité en 1823, située dans l'ancienne église des Augustins et dirigée par le peintre Pierre Lipkens. En 1825, Théodore, quinze ans, remporte la médaille royale dans la catégorie dessin d'après modèle en plâtre et un an plus tard, il est lauréat dans la catégorie dessin d'après nature. Lorsque Pierre Lipkens tombe malade en juillet 1826 et meurt un mois plus tard, Théodore, seize ans, l'élève le plus avancé, est nommé instituteur intérimaire.
La même année, en 1826, sous la protection du gouverneur de la province d'Anvers, André Charles Membrède, Théodore s'inscrit à l'académie royale des beaux-arts d'Anvers, où il est formé, entre autres, par le directeur de l'époque, Mathieu-Ignace Van Brée. Il y fait la connaissance des sculpteurs Guillaume et Joseph Geefs, des métallurgistes Jan Verberckt et Gerard Beukens, et de l'aquafortiste Erin Corr. Il reste ami avec le premier – qui réalise son buste en 1834 – pendant de nombreuses années. En 1829, il s'installe à Paris et prend des leçons avec le peintre alors célèbre Louis Hersent à l'École des Beaux Arts. Au Louvre, il copie les maîtres anciens et dans les salles d'estampes parisiennes et étudie les costumes historiques.

### Premières expositions
En 1830, il séjourne plusieurs mois à Bruxelles et soumet pour la première fois quelques œuvres au Salon de Bruxelles. Après le déclenchement de la révolution belge, il retourne dans sa maison parentale à Maastricht, où il réalise divers portraits de ses concitoyens.

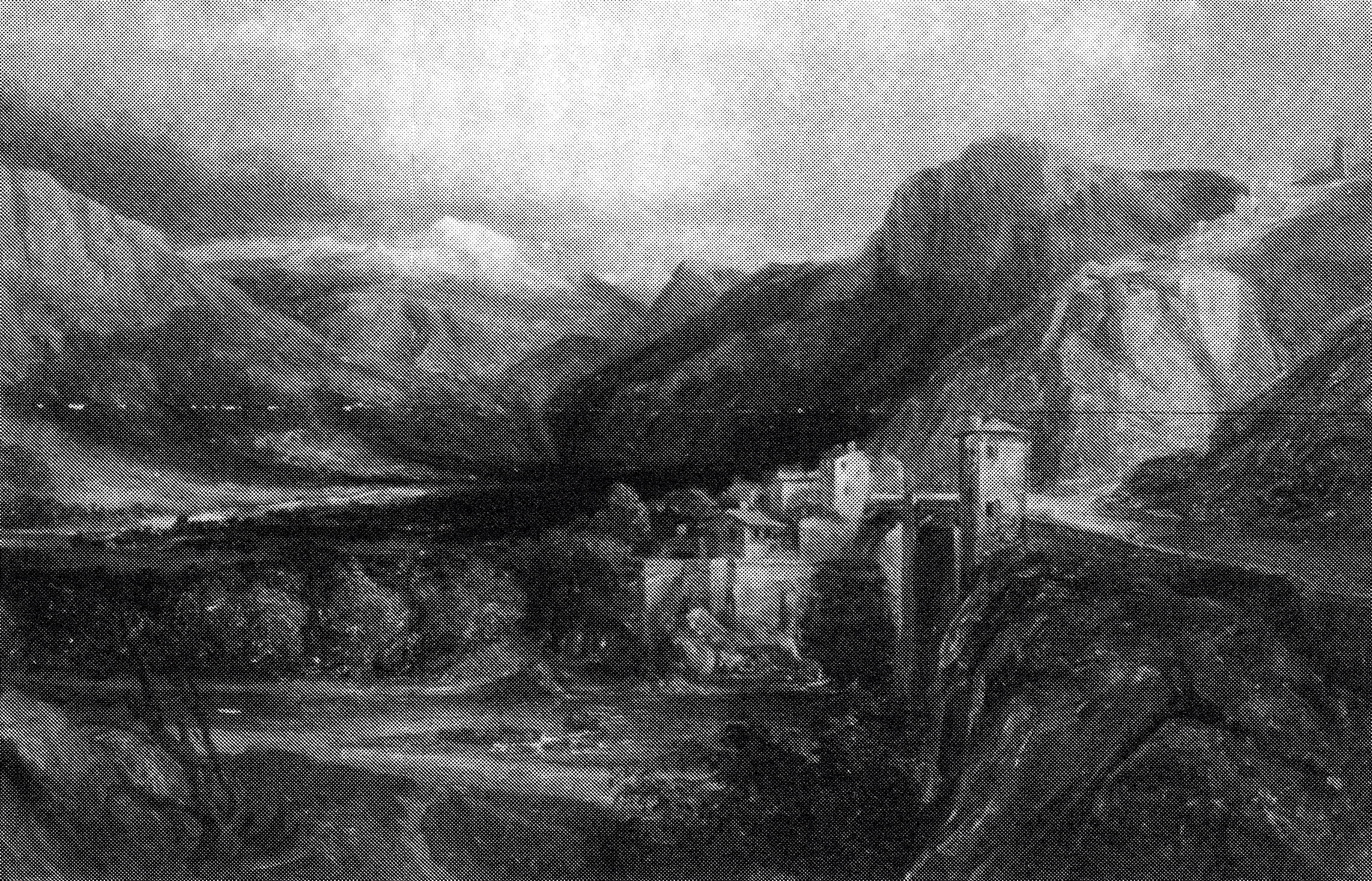
Paysage alpin, peint pendant ou peu après son voyage à travers l'Italie et les Alpes, vers 1835.

En 1832, Théodore Schaepkens concourt à Anvers pour le prix de Rome belge. C'est Antoine Wiertz qui remporte le prestigieux prix cette année-là, tandis que Schaepkens est second grâce à une peinture d'histoire classique : Scipion l'Africain. Pendant le siège d'Anvers par les Français à la fin de 1832, il réalise divers croquis d'actions de combats. Il partageait un atelier au Vleeshuis avec Guillaume Geefs et Gustave Wappers. Il peint, entre autres, La prise de Maastricht en 1579 - probablement inspiré par la situation actuelle à Anvers - et Colomb avec son fils devant les portes d'un monastère, tous deux exposés en 1833 lors de la première exposition nationale d'art à Bruxelles, organisée par Charles Roger. Les deux tableaux sont largement acclamés et le premier est acheté par le Musée royal. Fort de ce succès, il s'installe, toujours avec Guillaume Geefs, à Bruxelles. Ensemble, ils effectuent un voyage en Italie en 1834-1835, notamment à Florence, Rome et Naples. Sur le chemin du retour, Schaepkens visite, seul, Venise, Bologne, le Tyrol et la Bavière. Après son retour à Bruxelles, il expose son œuvre Everaard t'Serclaes mourant sur la Grand-Place de Bruxelles au Salon de 1836. Ce travail n'est cependant pas été apprécié, ce qui l'incite peut-être à son retour à Maastricht.

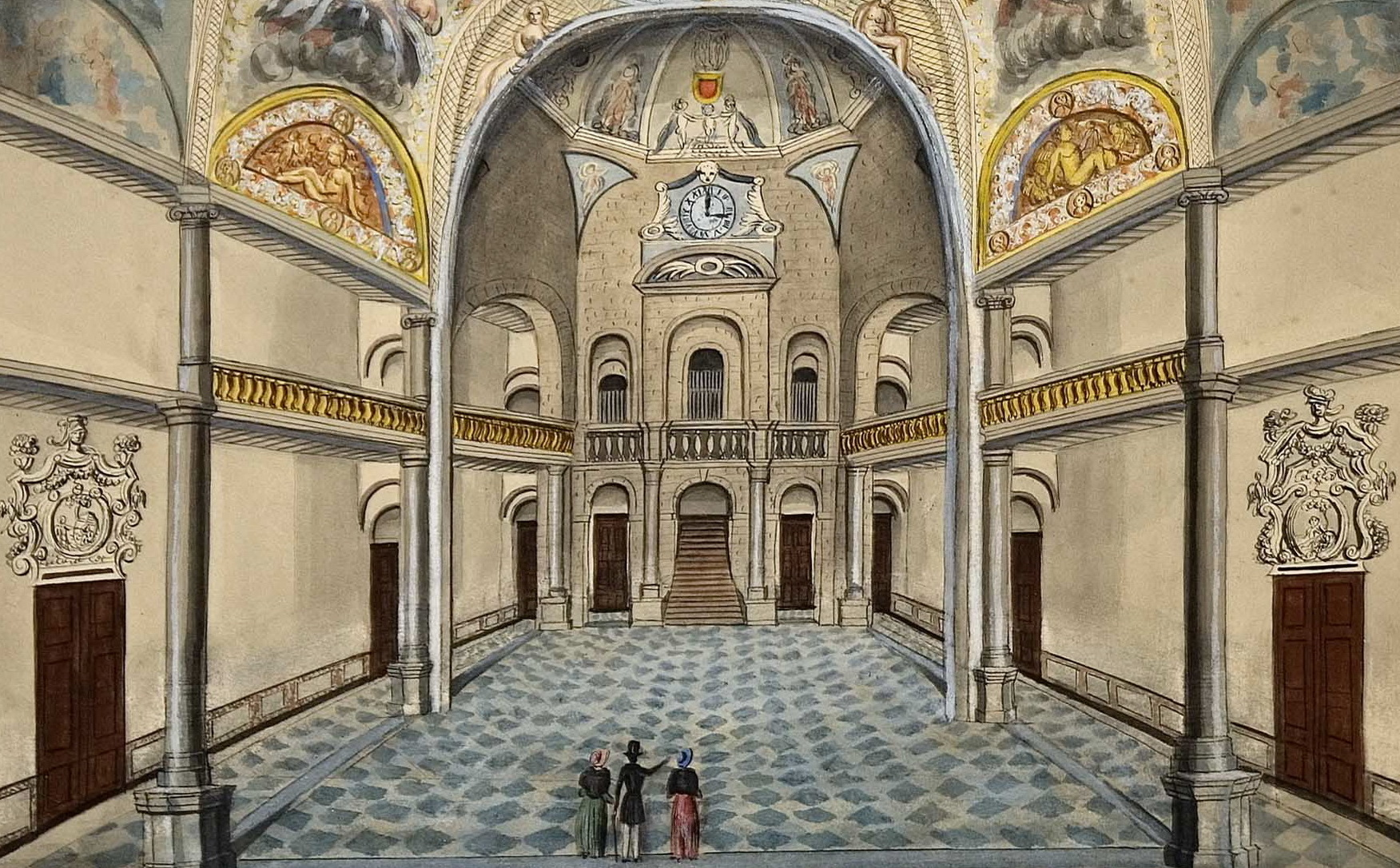
Hôtel de ville de Maastricht, hall intérieur. Dans les arcades murales les grisailles de Théodore Schaepkens (dessin Ph. van Gulpen, 1853).

De 1836 à 1842 Schaepkens travaille sur divers projets à Maastricht. Il peint deux grisailles pour la salle de l'hôtel de ville, qui ont été supprimées lors d'une restauration ultérieure. Les trois vitraux qu'il a réalisés pour l'abside de l'église Saint-Servais ont également été enlevés de son vivant. En 1841, il participe à l'organisation d'une procession historique, pour laquelle il réalise dix lithographies en costumes traditionnels. La même année, il peint diverses décorations d'édifices publics à l'occasion de la visite du roi Guillaume II. Au cours de cette période, il dépeint également plusieurs résidents éminents de Maastricht, dont le baron Dibbets.

### Retour à Bruxelles
Schaepkens revient à nouveau à Bruxelles en 1842 et s'y installe définitivement, jusqu'à sa mort. En 1848, il achète une maison et un grand jardin dans la commune de Saint-Josse-ten-Noode, rue de l'Abondance, dans laquelle il fait construire un spacieux atelier. Ce dernier est meublé dans un style médiéval avec des armures, des armes, des costumes et des bannières. Célibataire, il vivait avec son frère Arnold, dessinateur et également célibataire. Durant cette période, sa productivité décline et ses entrées au Salon sont infructueuses. Il est mort des suites d'une longue maladie à l'âge de 73 ans, le 17 décembre 1883. Ses frères ont fait don de certaines de ses œuvres à des musées belges, les autres sont vendues publiquement en 1887.

## Œuvres

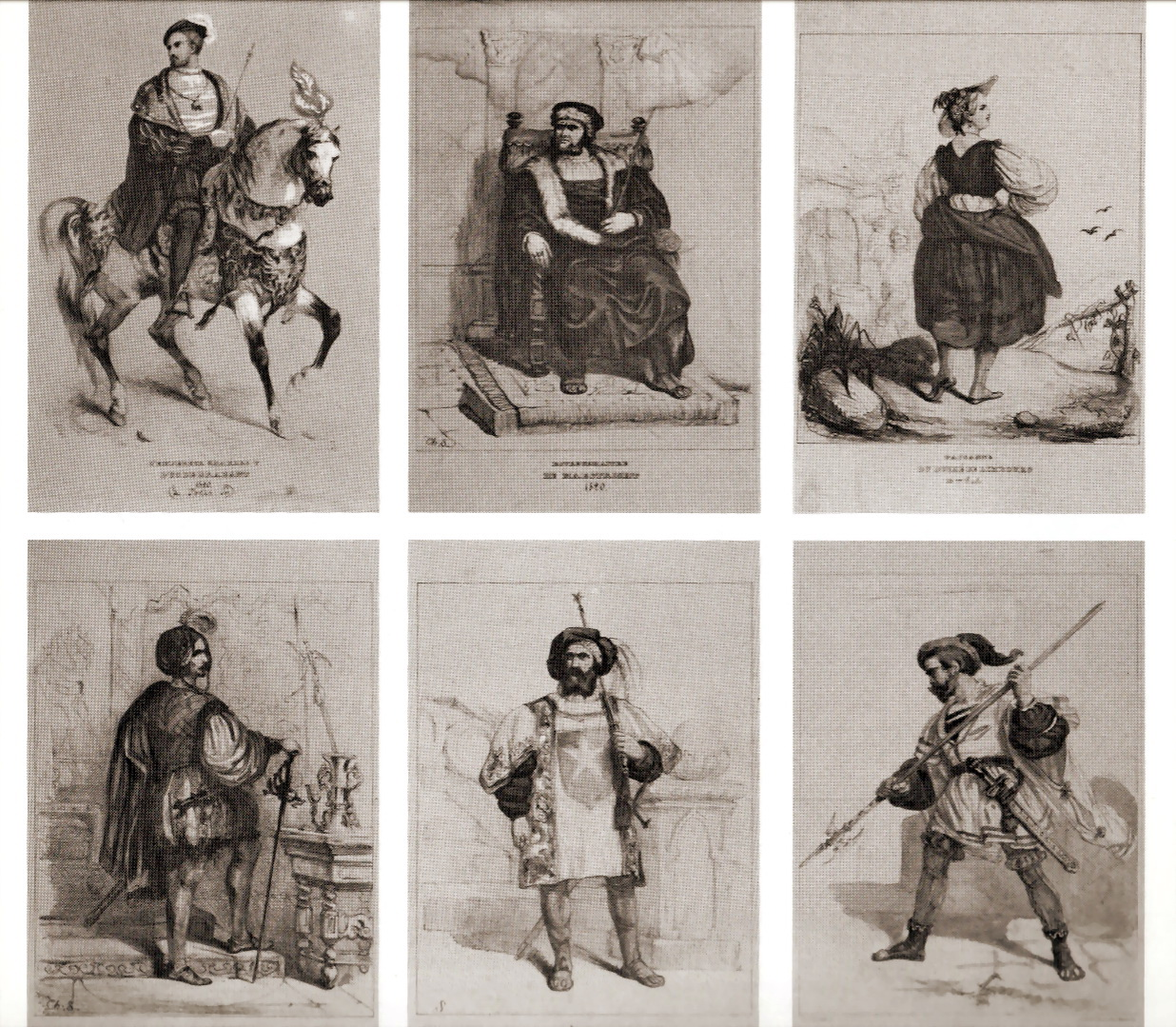
Six lithographies de costumes du XVIe siècle à l'occasion d'une procession historique, 1841.

Théodore Schaepkens a lutté toute sa vie contre la promesse de devenir un grand artiste que ses contemporains voyaient en lui, une attente qu'il n'a pas su combler. Son ambition de devenir un grand peintre d'histoire s'enlise dans son académisme et sa technique imparfaite. Son universalisme l'empêchait d'exceller dans un genre particulier. Son travail se caractérise par de grandes différences de qualité. En outre, certaines de ses œuvres les plus réussies ont été perdues ou ne peuvent plus être localisées, notamment Galilée en contemplation (vers 1830), Colomb enchaîné dans le donjon (vers 1830) et Scipion l'Africain (1832).
En revanche, Schaepkens a eu beaucoup de succès avec ses peintures et portraits équestres. La peinture d'histoire La prise de Maastricht en 1579 (1832) a une composition dynamique avec une forte interaction entre cavalier et cheval. Les portraits de Robert de Jérusalem et de Jeanne d'Arc sont salués en 1842, notamment pour la représentation naturelle des chevaux. Un tournant dans sa carrière a été la réception froide d'Everaard t'Serclaes mourant sur la Grand-Place à Bruxelles, une peinture potentiellement héroïque, qui, cependant, en raison de sa composition statique et de ses expressions faciales en bois, était à la traîne par rapport aux travaux similaires de ses condisciples De Keyser, Wiertz et Wappers.
Les années suivantes à Maastricht (1836-1842) ne sont certainement pas stériles. Il y travaille comme petit indépendant au service de la bourgeoisie de la ville. Certains de ses meilleurs portraits datent de cette période au cours de laquelle il participe à la procession historique de Charles Quint et à la visite du roi Guillaume II. De même, il réalise diverses œuvres religieuses commandées pour les églises de Maastricht et ses environs. En ce qui concerne cette dernière catégorie, Schaepkens réussit à plaire à ses mécènes grâce à des images émouvantes, sinon sentimentales, qui ont eu l'effet désiré sur l'esprit des croyants du XIXe siècle : tels L'Apothéose de Saint Servatius (1837), L'Assomption de Marie (vers 1851) et Les Enfants Innocents. Lui ou son plus jeune frère Arnould ont réalisé des gravures de divers dessins et peintures.
Le travail des vingt dernières années à Bruxelles, où l'artiste vit comme un génie méconnu dans son atelier singulièrement décoré, se reflète dans une production en déclin avec quelques peintures, quelques dessins pour des mémoriaux allégoriques et une série d'eaux-fortes sombres de Rembrandt.

## Héritage artistique
L'importance de l'héritage artistique des trois frères Schaepkens est limitée. Théodore a réussi à acquérir une certaine renommée de son vivant, notamment pour ses grands tableaux d'histoire et ses peintures religieuses, mais plus tard son œuvre est tombée dans l'oubli. En 1936, diverses œuvres des frères Schaepkens sont exposées à Maastricht. Théodore Schaepkens revient brièvement sous le feu des projecteurs en 1990, lorsque le musée des Bons-Enfants présente un grand nombre de ses peintures, dessins et gravures dans une exposition sur le climat artistique du XIXe siècle à Maastricht. À cette occasion, un catalogue est publié, dans lequel cinq auteurs ont mis en lumière divers aspects de sa vie et de son art.
L'héritage artistique de Théodore Schaepken se répartit sur plusieurs collections. Certaines peintures à l'huile appartiennent au Limburgs Geschied-en Oudheidkundig Genootschap (LGOG) et sont, en partie en mauvais état, conservées dans le dépôt du musée des Bons-Enfants à Maastricht. Le Limburgs Museum de Venlo possède un portrait du général Bernardus Johannes Cornelis Dibbets de 1839 et un portrait équestre du roi des Pays-Bas Guillaume II de 1840. Un tableau historique important, une Scène du siège de Maastricht par le duc de Parme de 1832 se trouve aux musées royaux des Beaux-Arts de Belgique à Bruxelles. Certaines œuvres religieuses peuvent être vues dans les églises de Maastricht et d'ailleurs. Schaepkens a exécuté des eaux-fortes de l'Ascension de Saint-Servais dans la chapelle de jour de la Basilique de Saint-Servais, tout comme il l'a fait avec d'autres œuvres. Il a peint une série de chemins de croix pour l'église Saint-Pierre de Nieuwerkerken et l'église Saint-Pierre de Gingelom. Un certain nombre de dessins et d'estampes de Théodore Schaepkens font partie de la collection du Centre historique régional du Limbourg à Maastricht. Le Rijksmuseum Amsterdam possède plusieurs autoportraits dessinés et gravés de Théodore et plusieurs centaines d'autres eaux-fortes de sa main et de ses frères.
Portraits

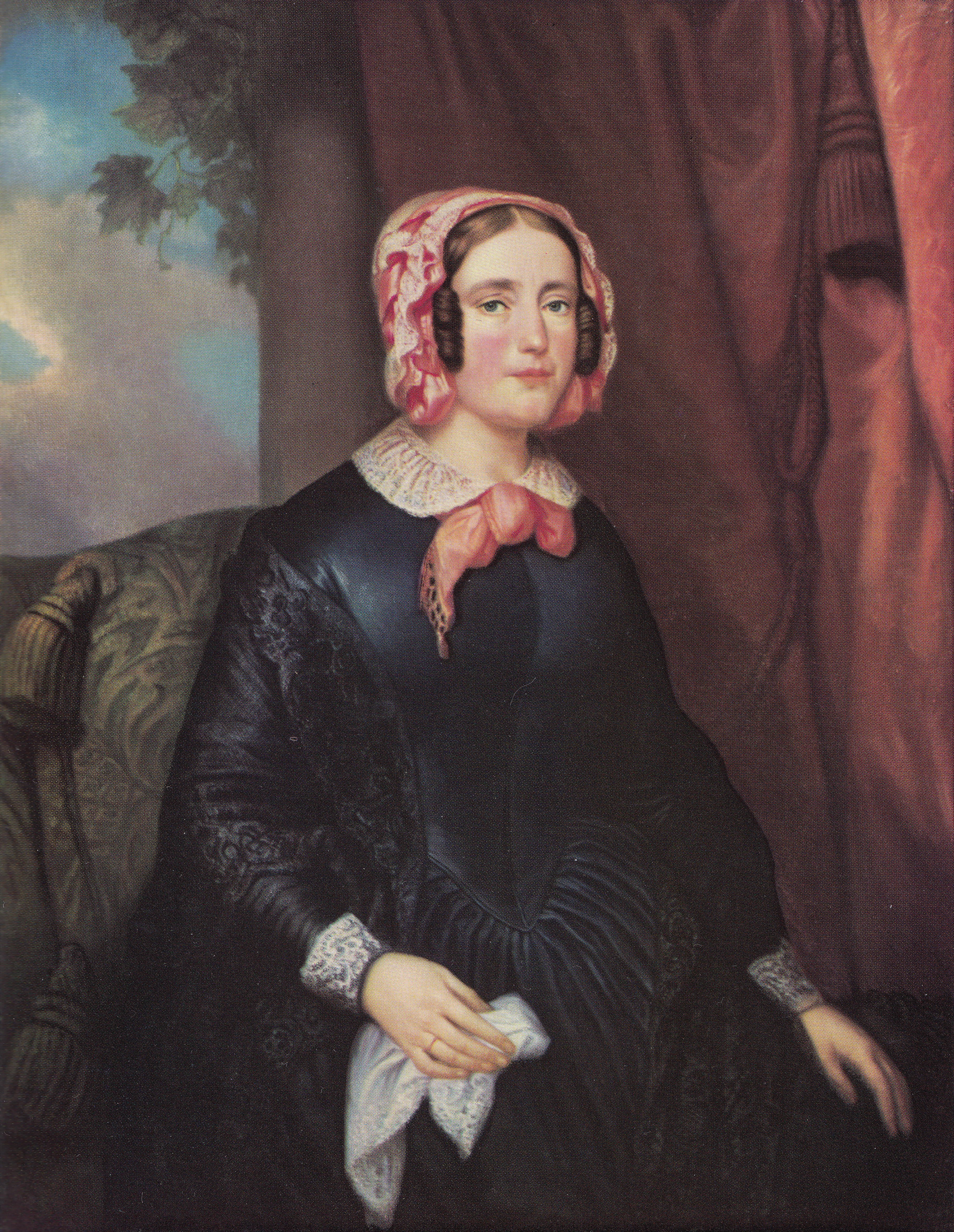
Portrait d'Aldegonda Hoeberechts, vers 1835.
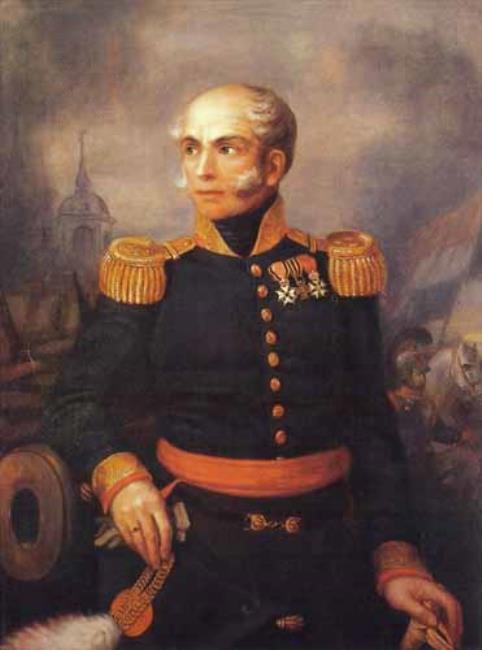
Portrait du général Bernardus Johannes Cornelis Dibbets, 1839.
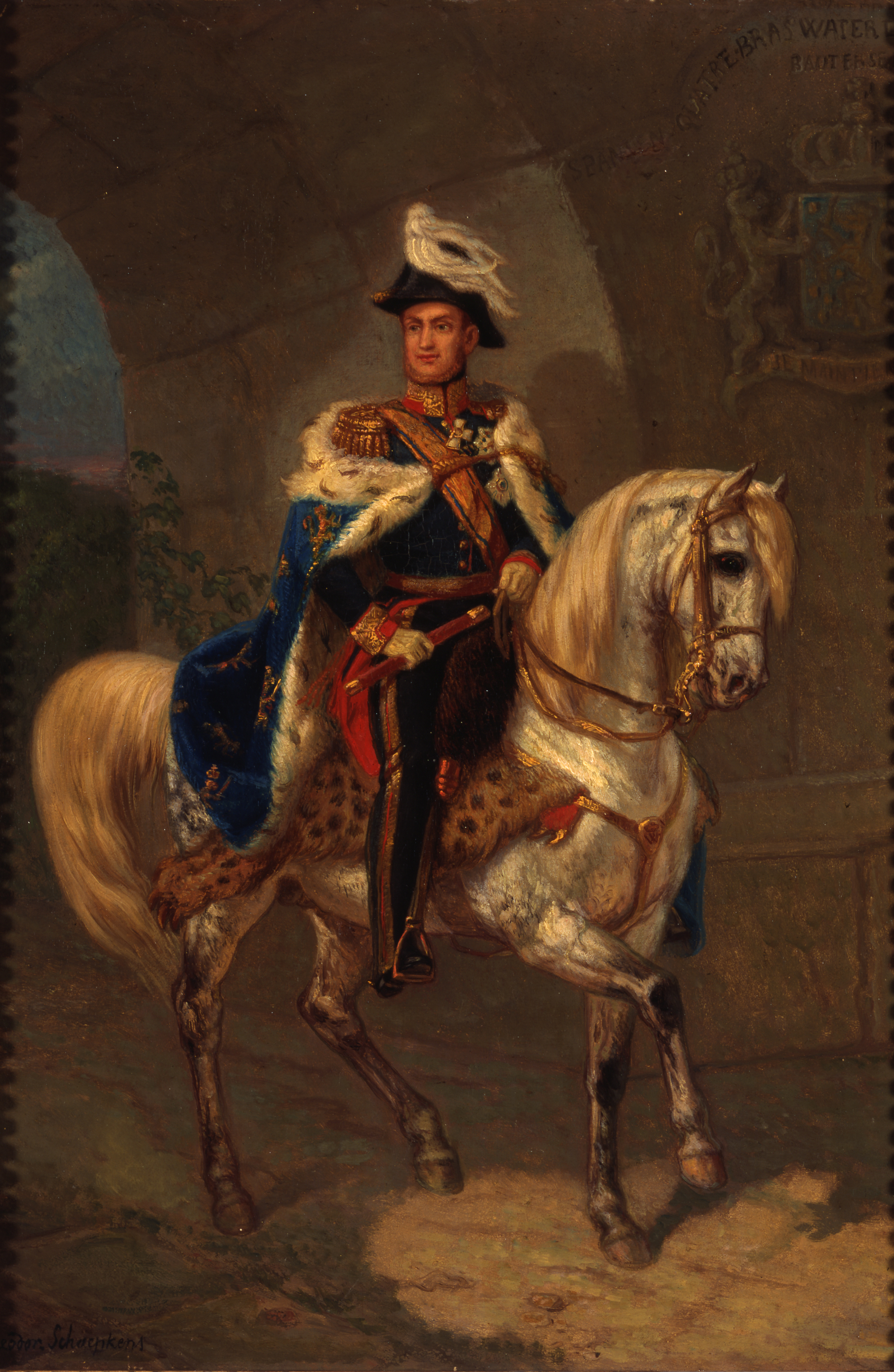
Portrait équestre du roi Guillaume II des Pays-Bas, 1840.
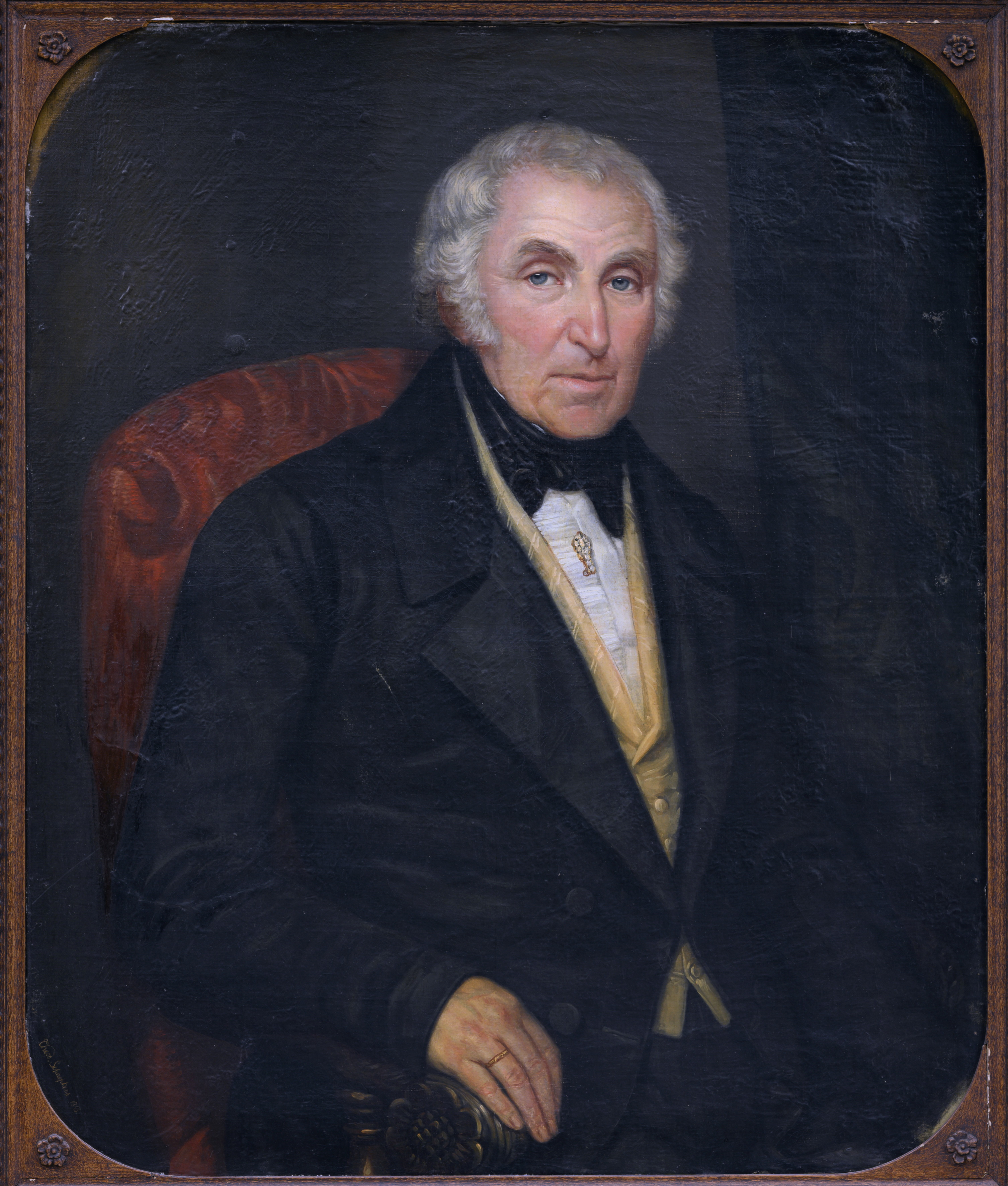
Portrait du père du peintre, Joannes Arnoldus Schaepkens, 1848.

Peintures historiques et allégoriques

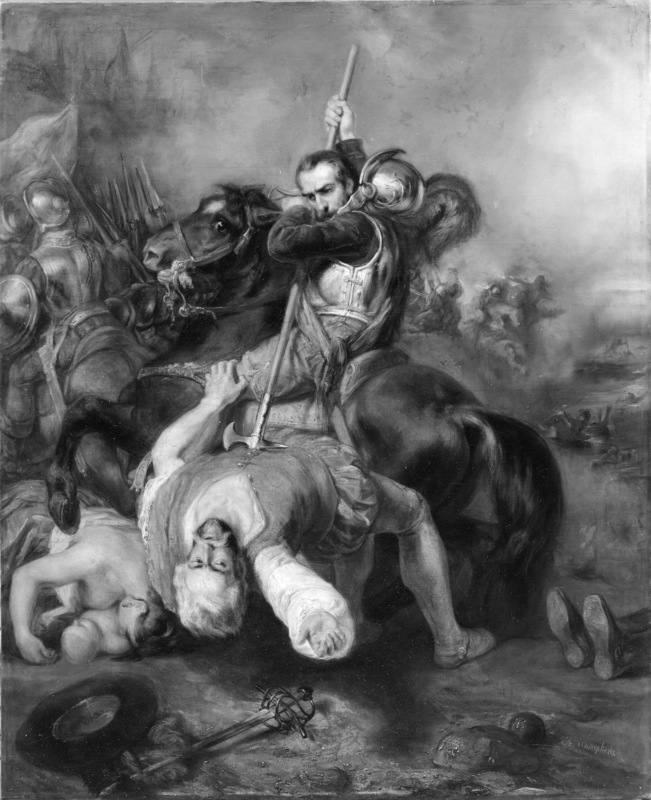
Scène du siège de Maastricht par le duc de Parme, 1832.
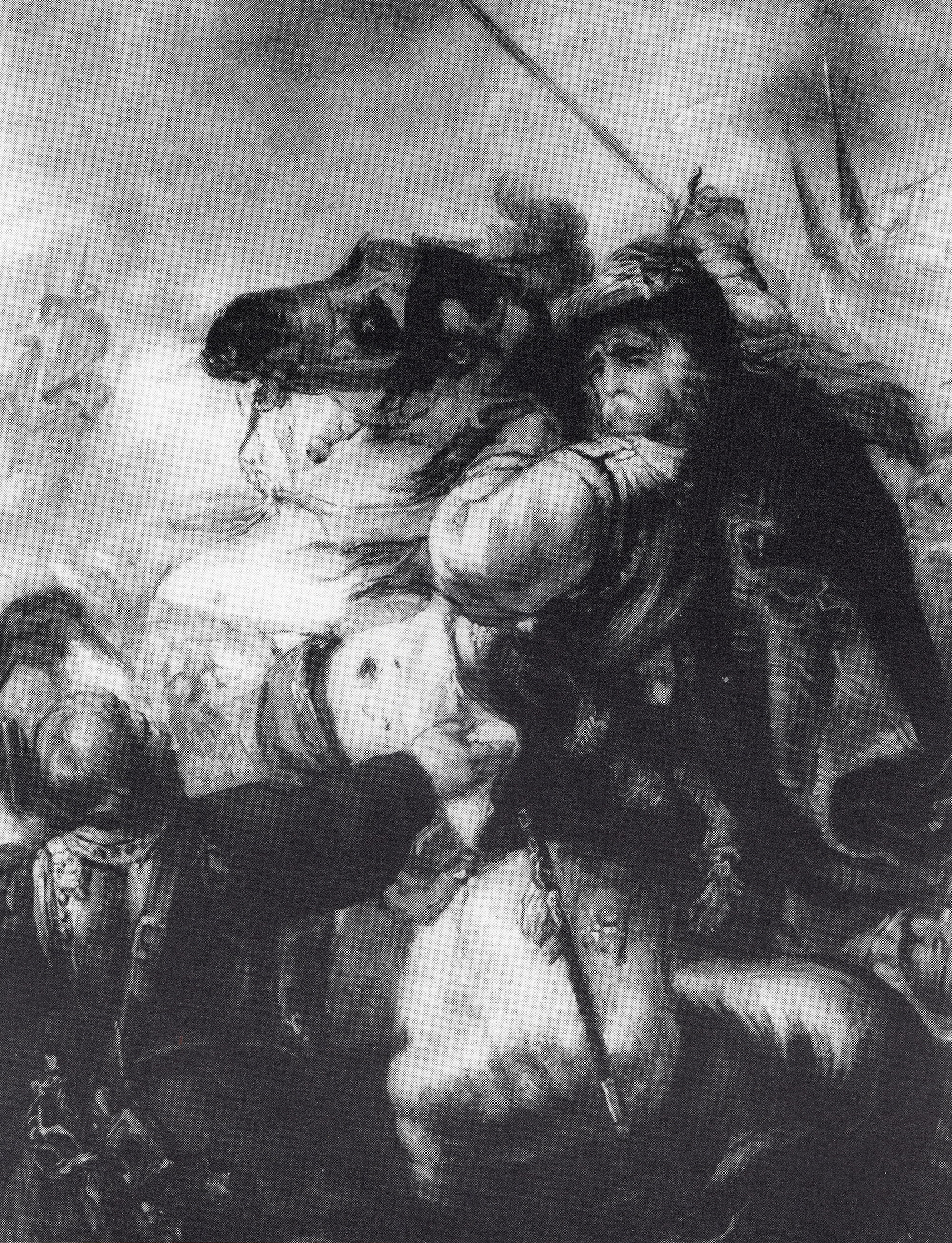
Le comte de Tilly, mortellement blessé en traversant le Lech, vers 1851.
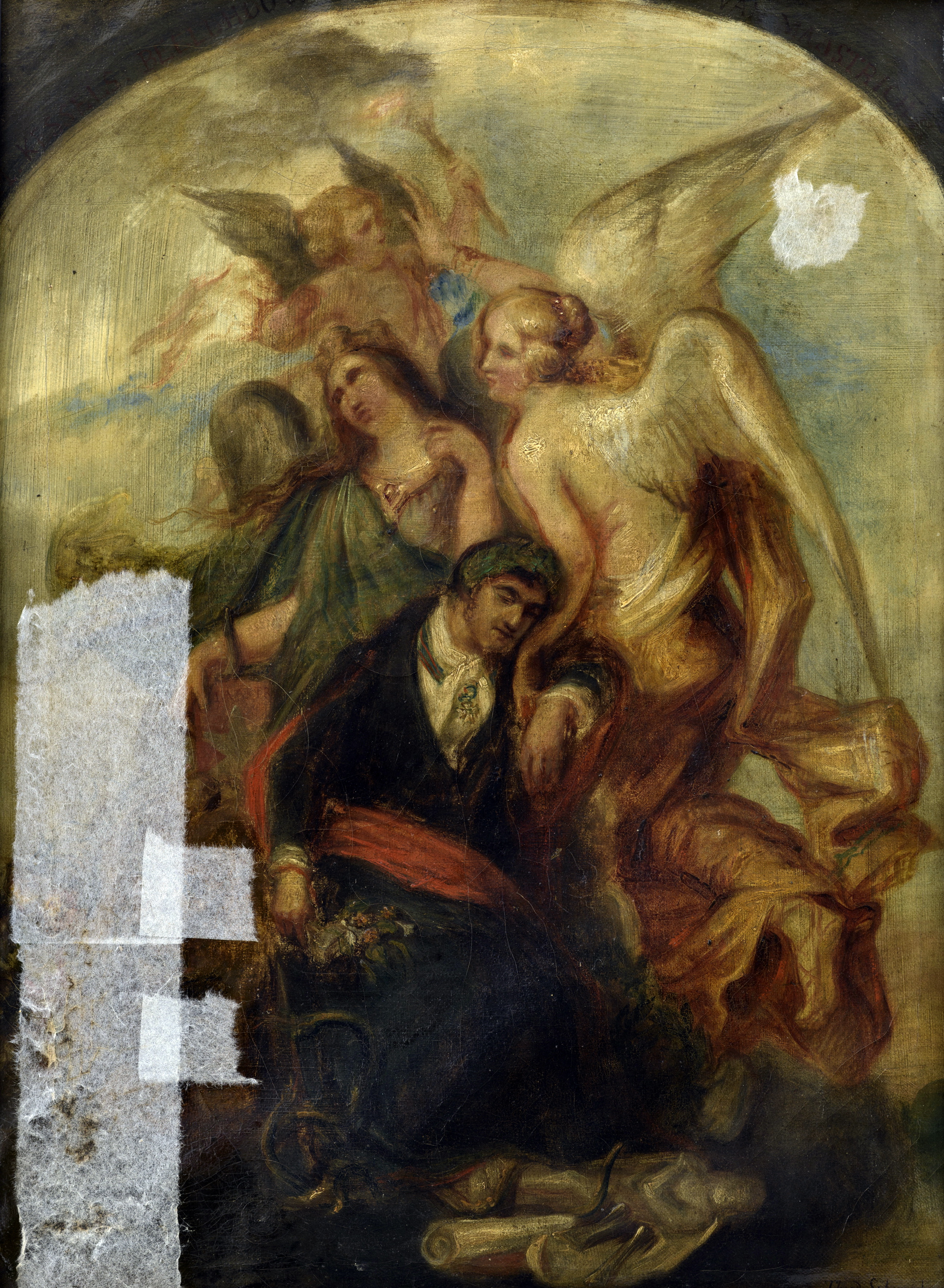
Allégorie de la mort de Mathieu Kessels, après 1836.
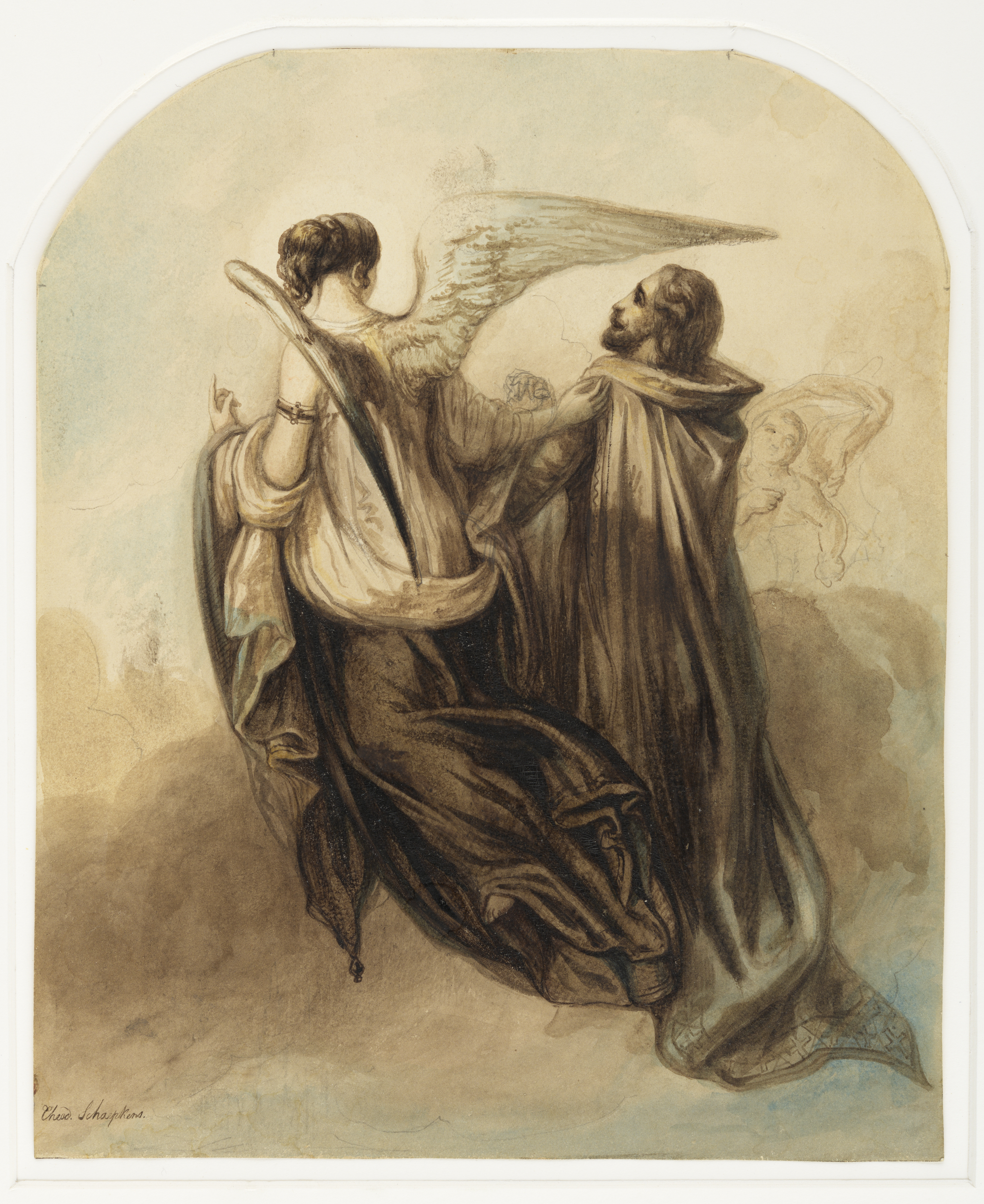
Allégorie de la mort d'André van Hasselt, vers 1875.

Peintures mythologiques et religieuses

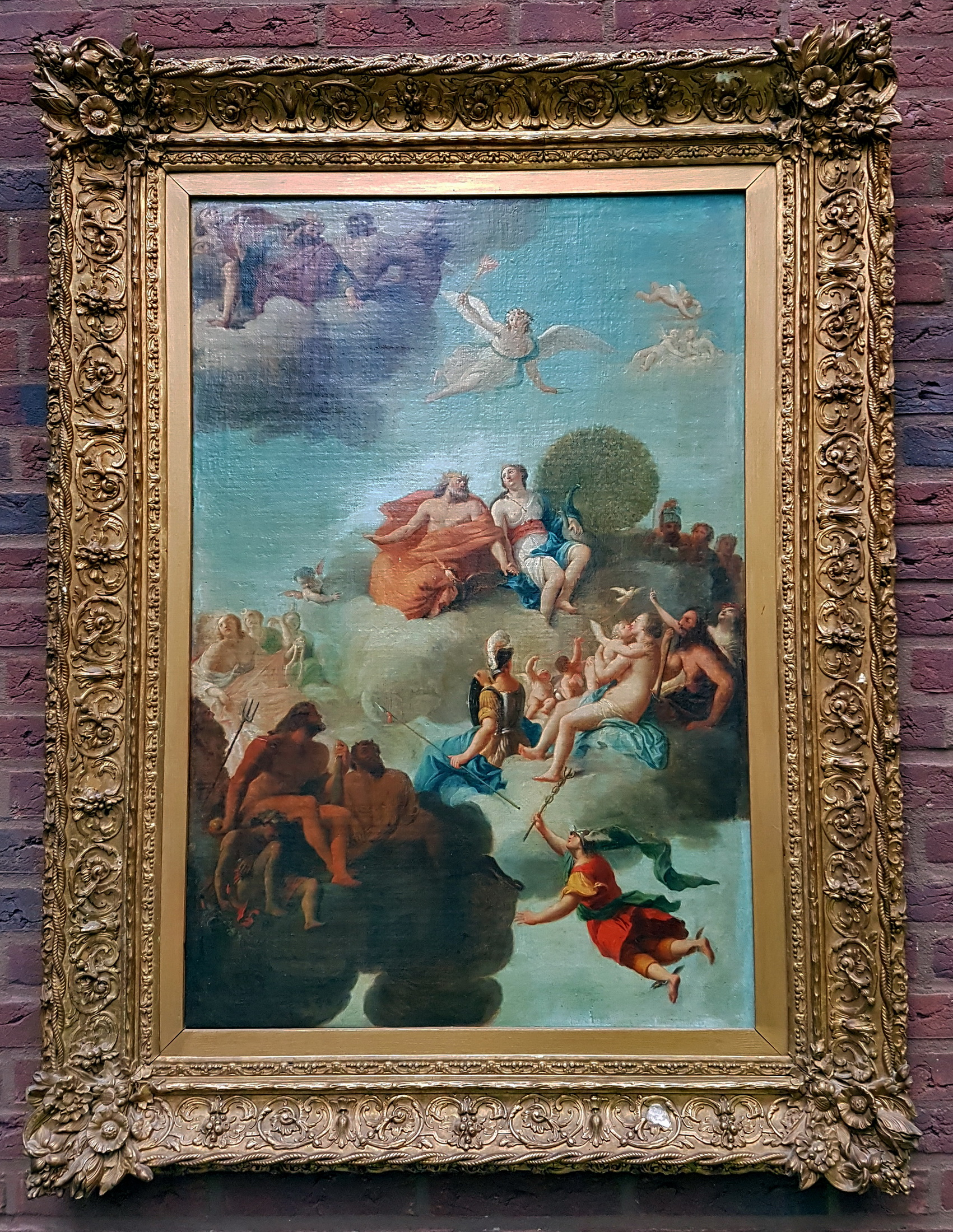
Représentation mythologique.
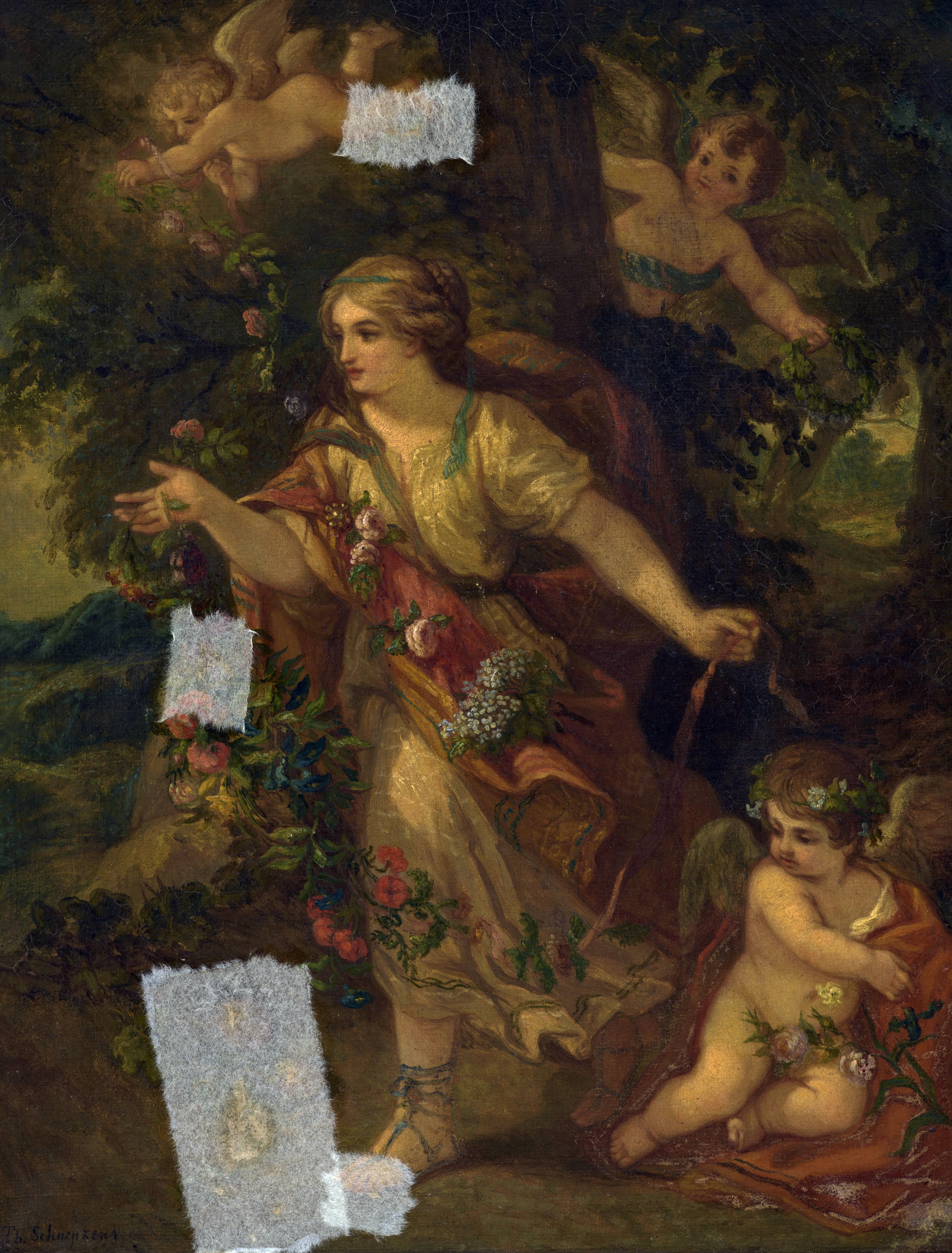
Femme avec putti.
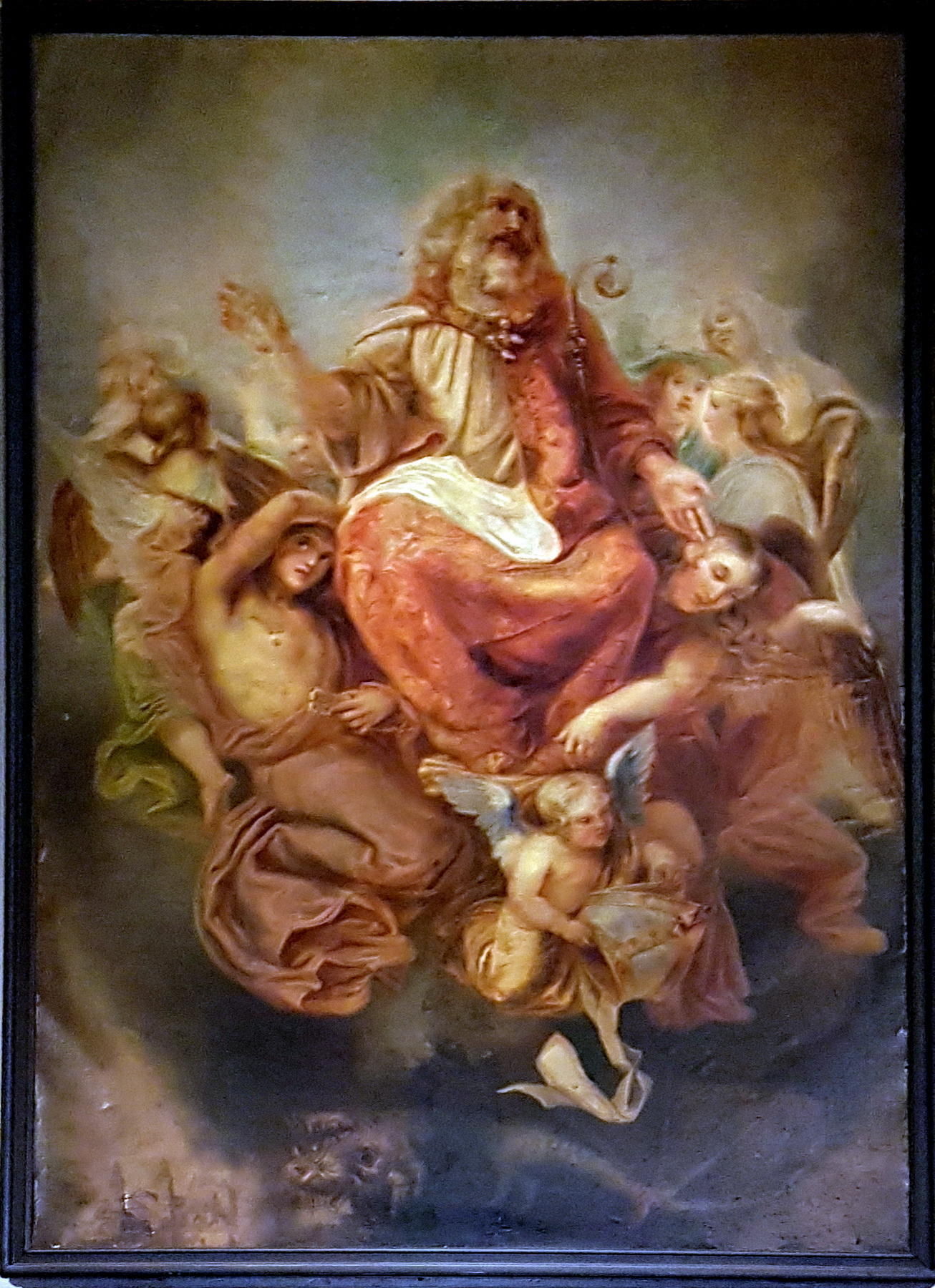
Apothéose de Saint-Servais, 1837.
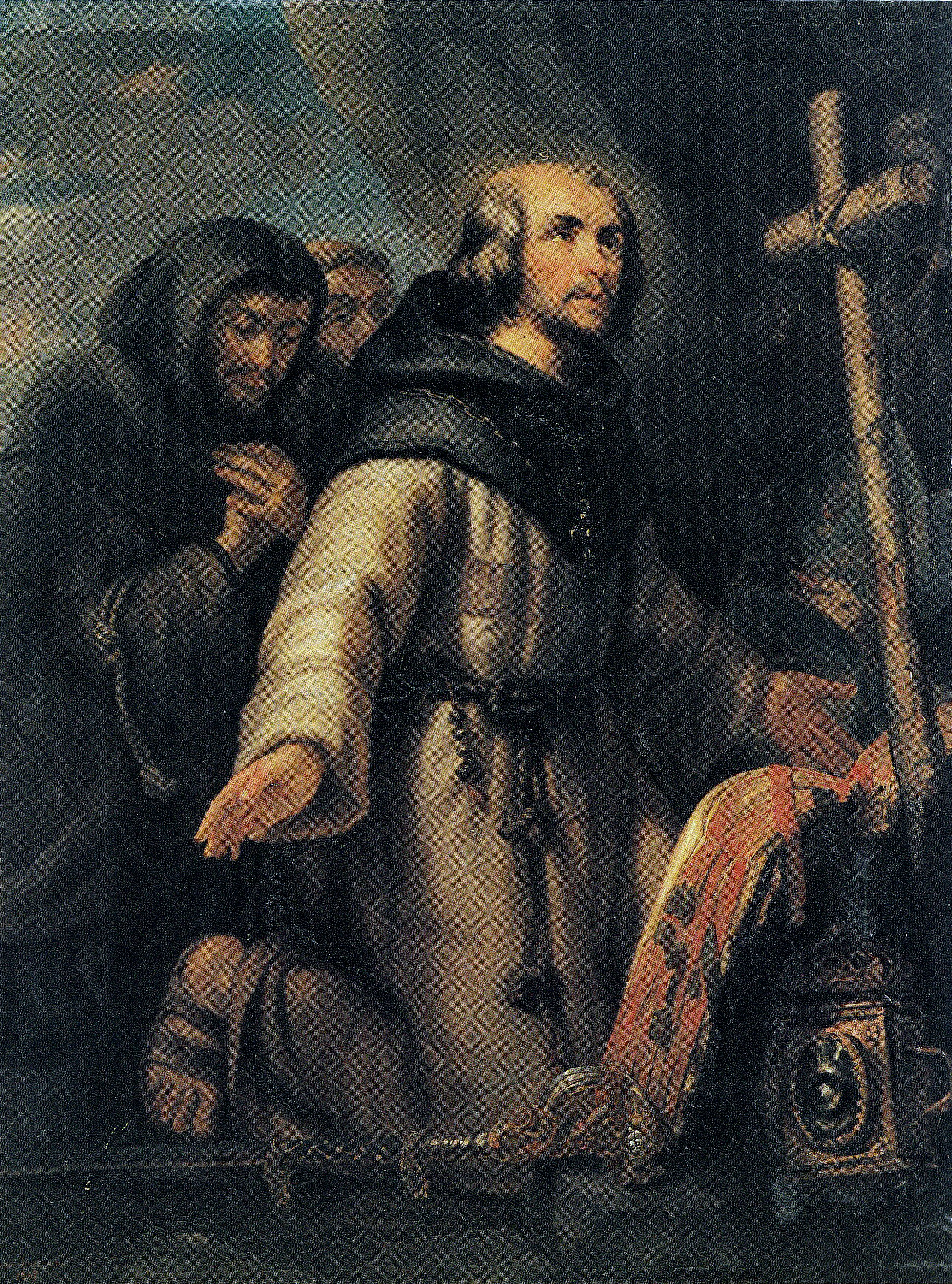
Saint Lambert et ses compagnons, 1847.

Dessins et estampes

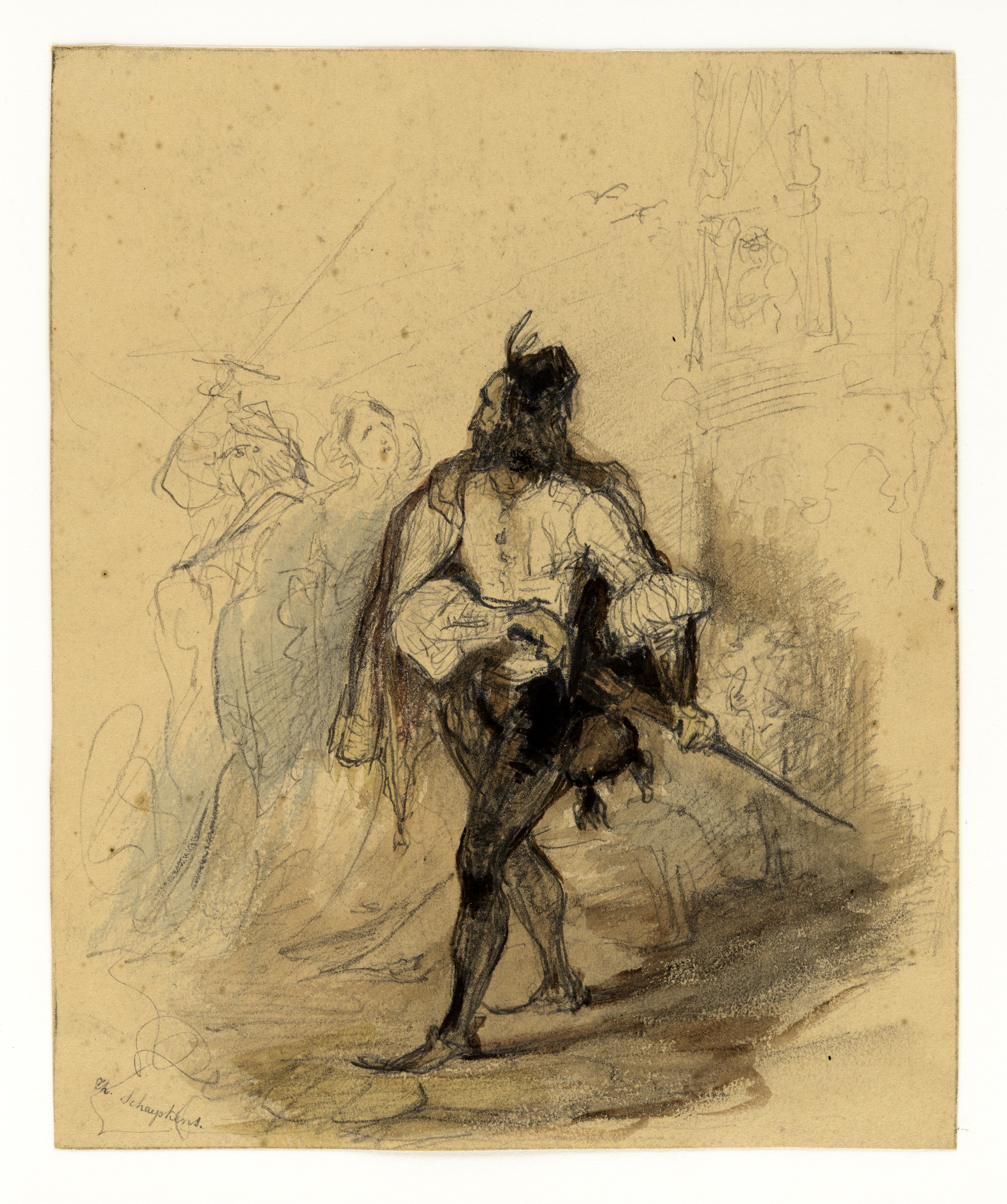
Étude de figures (croquis en couleurs).
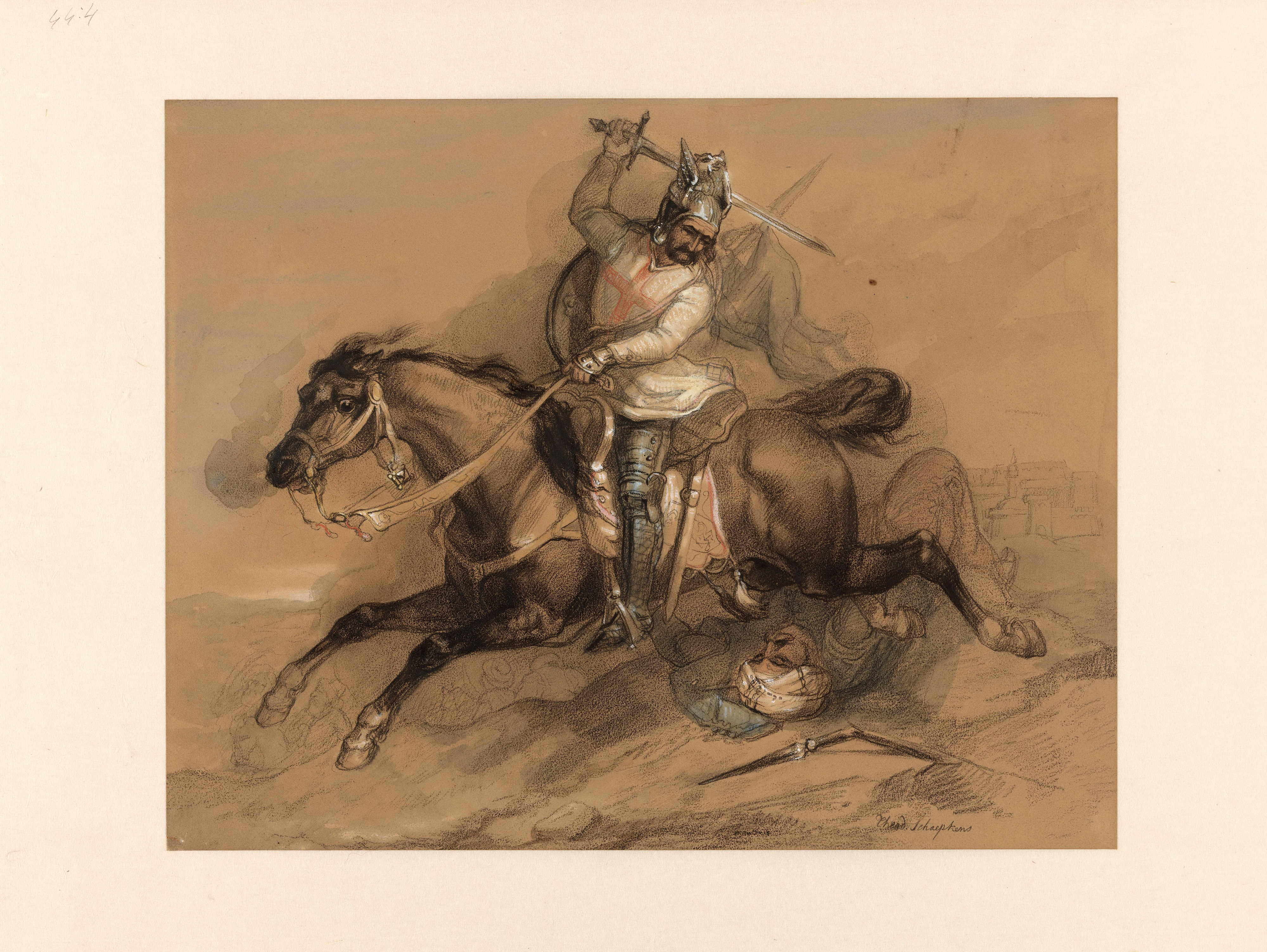
Croisé en action (dessin en couleurs).
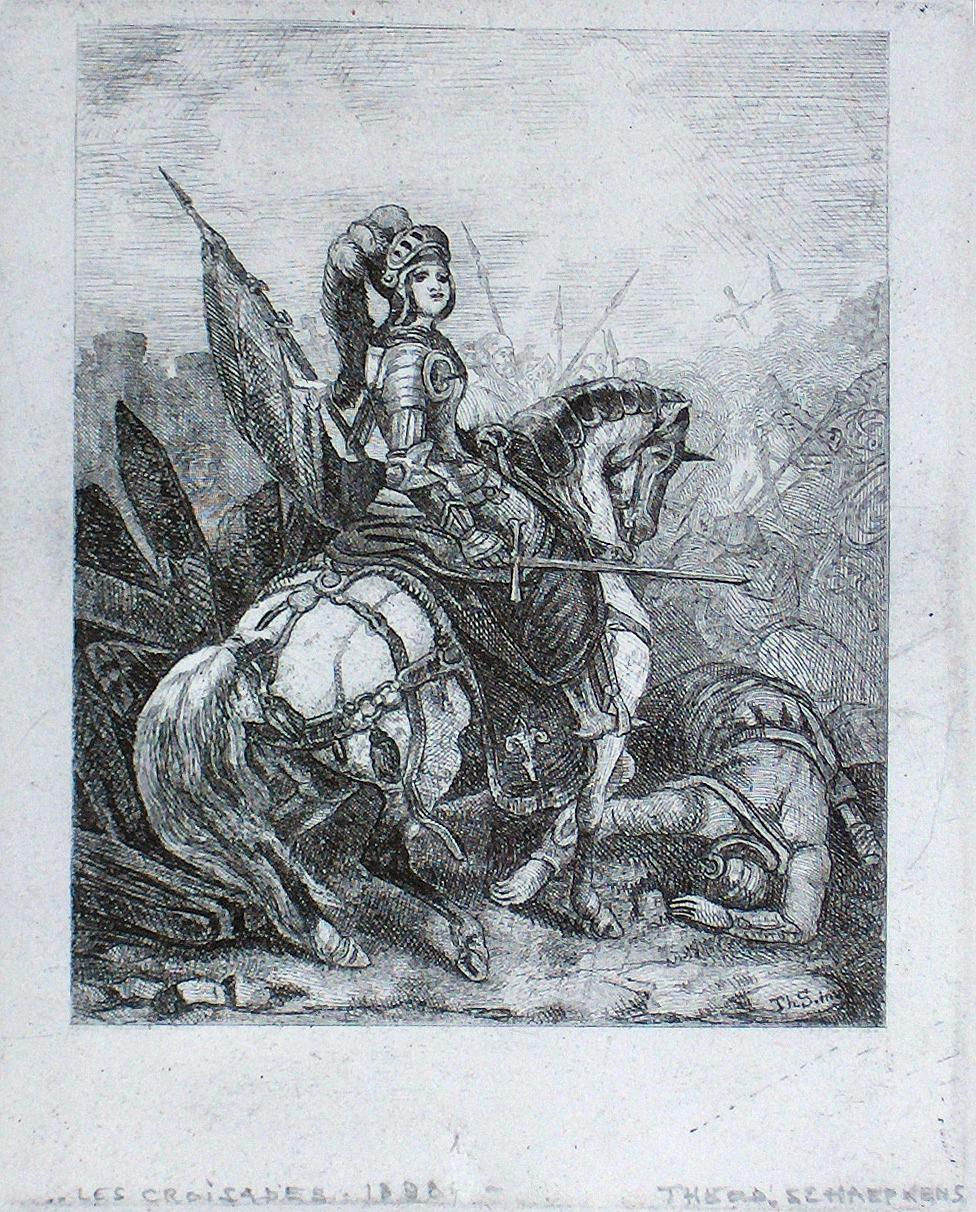
Jeanne d'Arc à cheval (gravure).
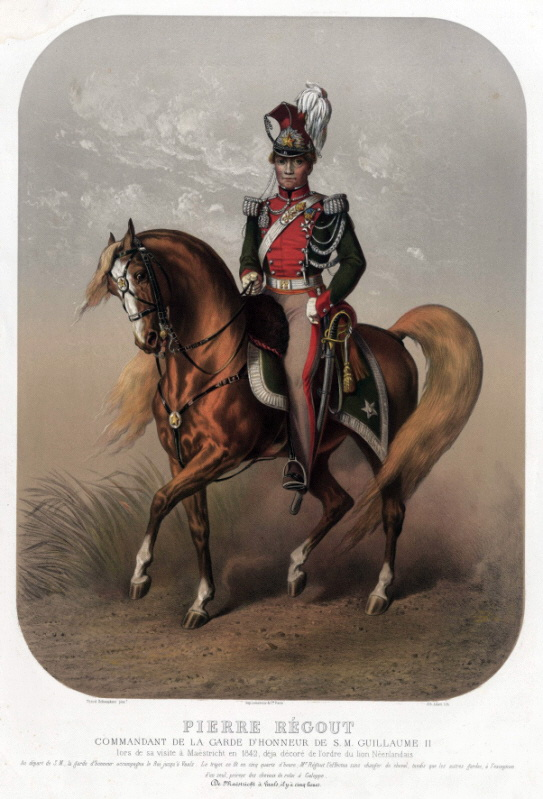
Portrait équestre de Petrus Regout (lithographie en couleurs).

## Autre héritage
Le buste en marbre que Guillaume Geefs réalisa de Théodore Schaepkens en 1834 se trouve à la maison communale de Schaerbeek. Les moulages sont situés au musée des Bons-Enfants et à l'hôtel de ville de Maastricht. En 1920, deux vitraux sont placés dans le hall de la même mairie en mémoire de Théodore Schaepkens. En 1930, la maison du peintre dans la Grote Staat est rénovée. Dans le quartier de Sint Maartenspoort, une rue porte son nom en 1911, la Theodoor ( sic  ) Schaepkensstraat.

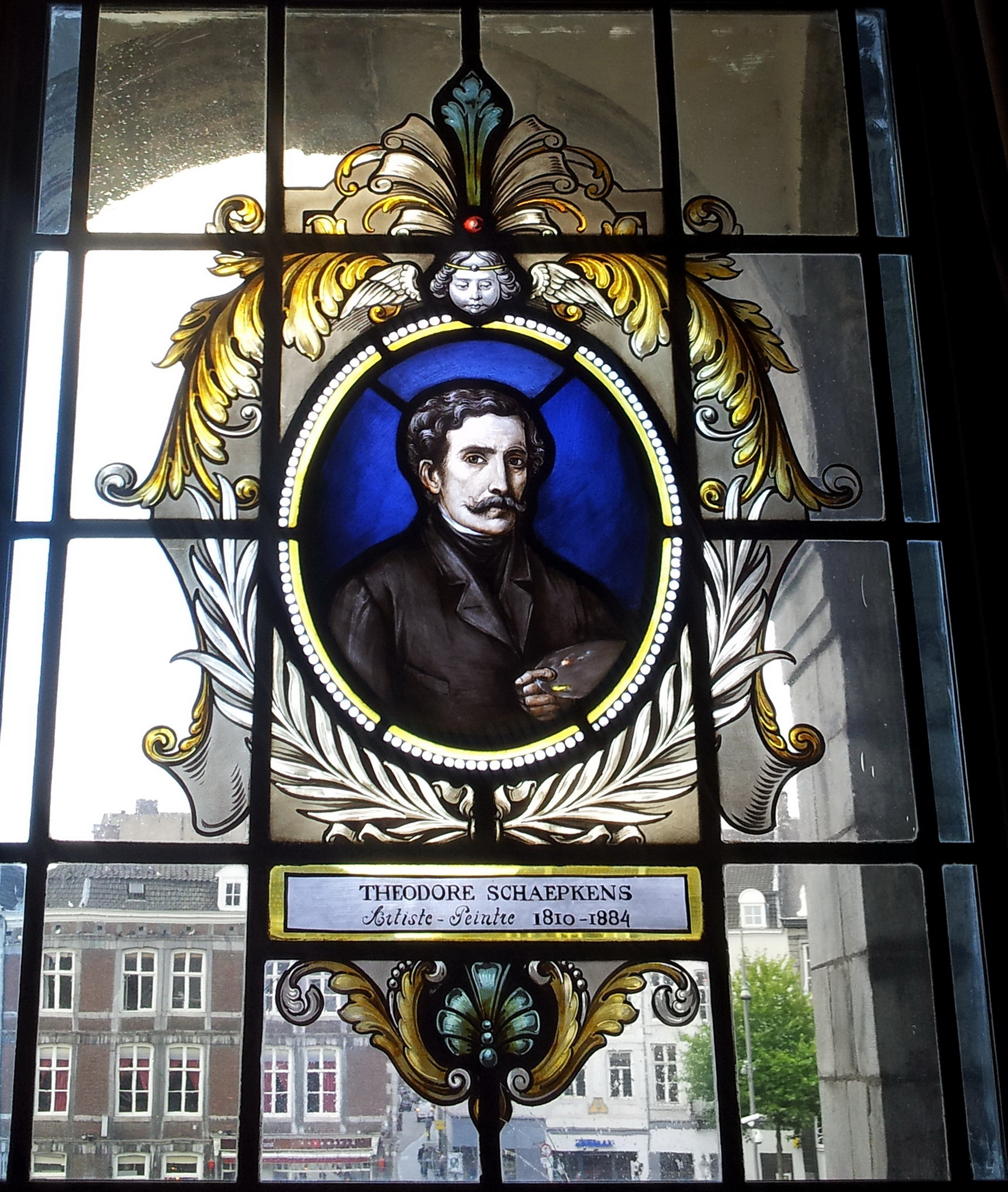
Hôtel de ville de Maastricht, vitrail avec portrait.
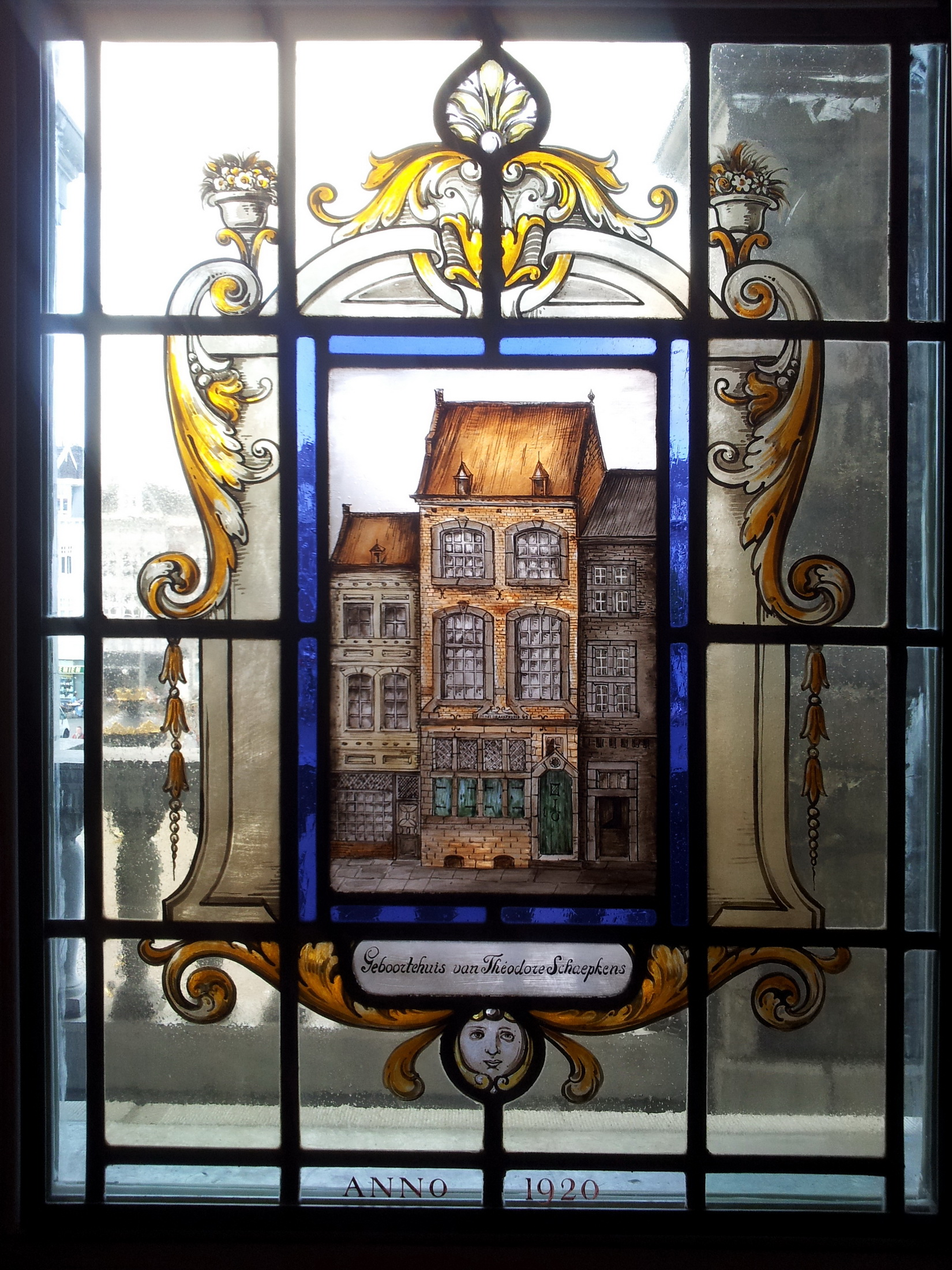
Idem, maison natale dans la rue Grote Staat.
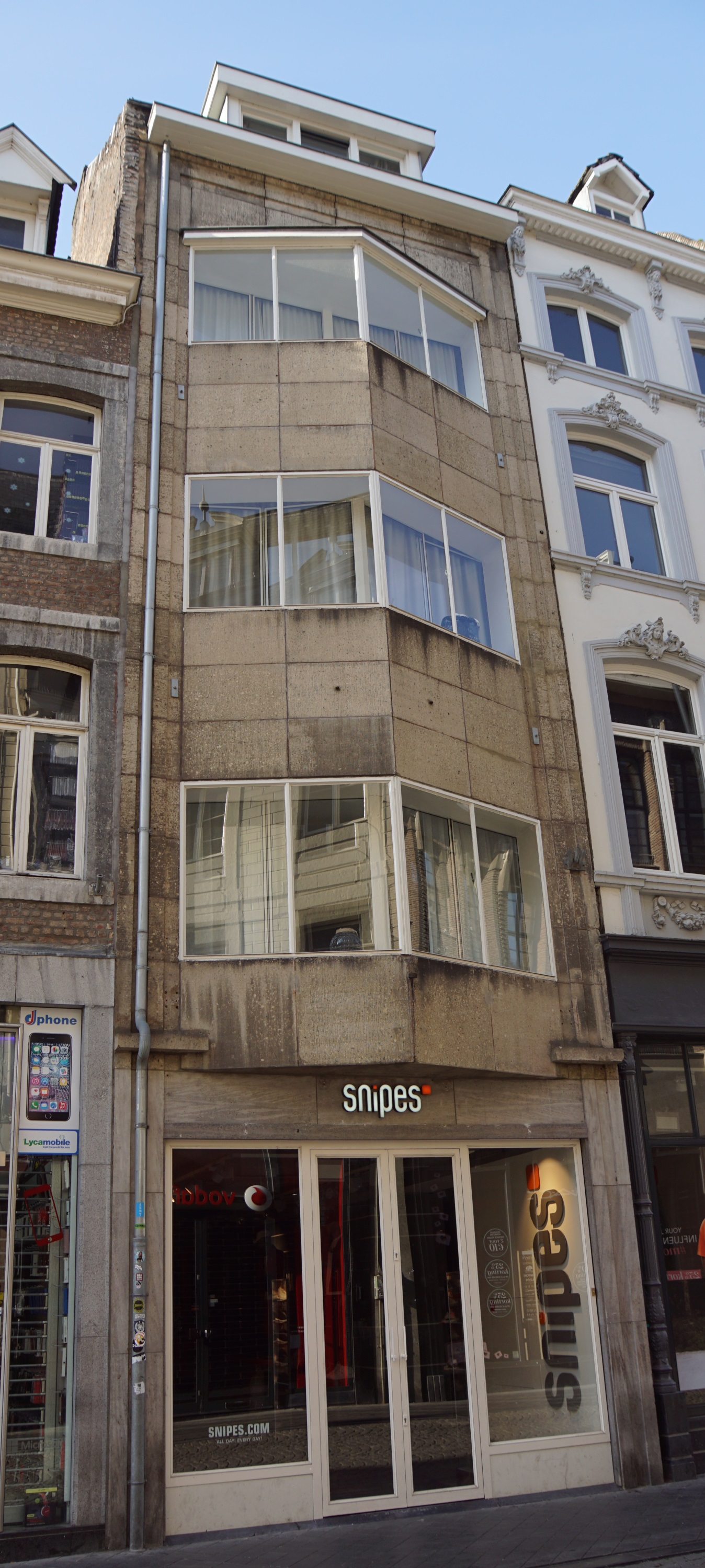
Grote Staat 23 avec façade rénovée.
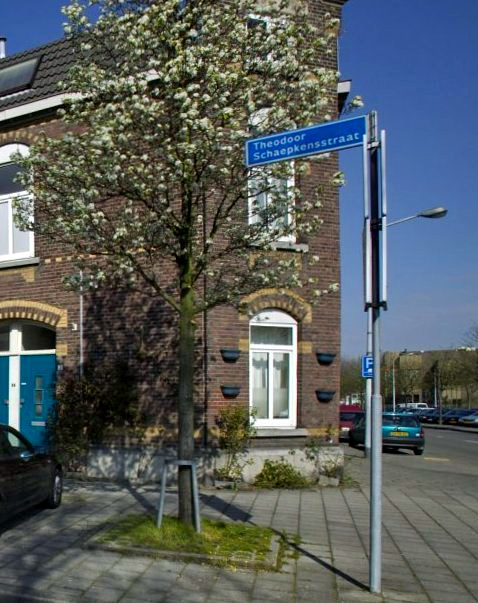
Plaque de rue Theodoor Schaepkensstraat.